# Гаджиев, Беюкага Талат оглы
Беюкага Талат оглы Гаджиев (азерб. Böyükağa Tələt oğlu Hacıyev; 20 апреля 1958, Нахичевань — 16 марта 2018, Баку) — советский футболист, азербайджанский тренер.

## Биография
Воспитанник нахичеванского футбола. Выступал за клуб 2-й лиги чемпионата СССР «Араз» (Нахичевань) на позиции защитника.
По завершении карьеры — на тренерской работе. В 1999—2000 возглавлял «Араз-Нахчыван».
С 2002 работал в Иране — был помощником главного тренера (2002—2003), а затем и главным тренером клуба «Машин Сази Табриз» (2003—2004). В 2004—2005 возглавлял «Трактор Сази».
В 2005 вернулся в Азербайджан, был помощником главного тренера сборной страны Вагифа Садыхова.
С 2006 возглавлял ФК «Баку», который привел к чемпионскому титулу по итогам сезона 2005/06. Однако в сезоне 2006/07 команда заняла только 3-е место в лиге и неудачно выступила в еврокубках. В сентябре 2007 покинул команду и некоторое время был безработным. В июне 2008 возглавил футзальную команду «Араз».
В сезоне 2009/10 возглавлял клуб «Сумгаит». При нём команда заняла предпоследнее место в высшей лиге и вылетела в 1-й дивизион. Однако там не выступала, поскольку была расформирована руководством клуба.
В 2011—2013 возглавлял «Нефтчи» (Баку). Под руководством Гаджиева «Нефтчи» завоевал чемпионство-2011/12, а в следующем сезоне дебютировал на групповом этапе Лиги Европы УЕФА и оформил «золотой дубль» на внутренней арене.
Ушел в отставку летом 2013 года, когда «Нефтчи» не смог пройти второй квалификационный раунд Лиги чемпионов. После этого работал советником президента клуба.
С 2014 года возглавил «Нефтчи».
Скончался в 2018 году в результате последствий сердечного приступа случившегося в феврале.

## Личная жизнь
Отец — Талат Аллахверди оглы Гаджиев родом из Нахичеваня, музыкант, умер в возрасте 47 лет.

## Достижения

### В качестве тренера
Чемпионат Азербайджана по футболу
- Чемпион: 3 (2005/06, 2011/12, 2012/13)
- Бронзовый призёр: 1 (2006/07)

Кубок Азербайджана по футболу
- Обладатель: 1 (2012/2013)
- Финалист: 1 (2011/2012)

### Личные
- Орден «Слава» (11 декабря 2012 года)[6].